# ロック・ザ・カスバ!
『ロック・ザ・カスバ!』（Rock the Kasbah）は、2015年にアメリカ合衆国で製作されたコメディ映画。監督をバリー・レヴィンソンが、脚本をミッチ・グレイザーが務めた。出演はビル・マーレイ、ブルース・ウィリス、ケイト・ハドソン、ゾーイ・デシャネル、リーム・リューバニ、スコット・カーン、ダニー・マクブライド。タイトルはザ・クラッシュの楽曲『ロック・ザ・カスバ』から。
日本では「カリテ・ファンタスティック!シネマ・コレクション2016」の中の一作として2016年7月20日から限定公開された。

## ストーリー
三流音楽芸能マネージャーのリッチーは米軍の慰問コンサートに参加するため、嫌がる所属歌手ロニーを連れてアフガニスタンの首都カブールへやってきた。そこは未だに紛争が治まらない危険地帯だったが、高額なギャラが出ると聞いたリッチーは有頂天だった。しかし、ロニーがリッチーの荷物を持って行方をくらましたことでコンサートは中止。リッチーは金もパスポートもない状態でカブールに取り残されてしまう。仕方なくリッチーは現地で知り合った傭兵のボンベイの仕事を手伝うことにするが、そこで彼は美しい歌声を持つ現地の少女サリーマに出会うのだった。サリーマは神のために人前で歌を披露したいという夢があった。彼女に才能を感じたリッチーは現地のオーディション番組『アフガン・スター』に彼女を出演させることを思いつくが、厳格なイスラム教の戒律では女性が人前で歌うことは禁じられていた。サリーマを歌わせまいとする現地人の妨害はやがて彼女やリッチーの命を脅かすものにまで発展するが、それでもリッチーはサリーマを番組に出演させるため奔走する。

## キャスト
※括弧内は日本語吹替
- リッチー・ランツ - ビル・マーレイ（安原義人）
- ボンベイ・ブライアン - ブルース・ウィリス（内田直哉）
- マーシー - ケイト・ハドソン（林りんこ）
- ロニー - ゾーイ・デシャネル（衣鳩志野）
- サリーマ - リーム・リューバニ（英語版）（北川里奈）
- リザ - アリアン・モーイエド（英語版）
- ジェイク - スコット・カーン（坂田明寛）
- ニック - ダニー・マクブライド（今井昭暢）
- タリク - ファヒム・ファズリ（英語版）
- ダーウード - ビージャン・ランド（英語版）
- バーンズ二等兵 - テイラー・キニー
- シルヴィア - ケリー・リンチ